# قوات الدعم النسائية البولندية
قوات الدعم النسائية البولندية (WAS) (بالبولندية: Pomocnicza Służba Kobiet) هي إحدى وَحَدات القوات المسلحة البولندية خلال الحرب العالمية الثانية التي أُنشئت في عام 1941 بمبادرة من الفريق ولاديسلاو أندرس، أثناء إنشاء القوات المسلحة البولندية في الشرق.
عملت أعضاء قوات الدعم النسائية البولندية كممرضات، وطباخات ومدرسات في مدارس اليتامى، وأمينات في أركان الحرب، وطيارات، وقائدات مركبات، إلخ. كان هناك حوالي 4000 متطوع في الخدمة النشطة في أي وقت من الحرب العالمية الثانية، بينما وصل عددهن في 1 يوليو 1945إلى 7000 امرأة في قوات الدعم النسائية البولندية.
في عام 1944، تم نقل قوات الدعم النسائية البولندية إلى الفيلق الثاني في إيطاليا. وفي يوليو 1944، قام وزير الدفاع الوطني بإعادة تنظيم قوات الدعم النسائية البولندية إلى ثلاث وحدات جديدة:
- خدمة مساعدة الجيش النسائي (WAAS) (Pomocnicza Wojskowa Służba Kobiet، PWSK).[7]
- خدمة مساعدة القوات الجوية النسائية (WAFAS) (Pomocnicza Lotnicza Służba Kobiet، PLSK).[7][8]
- خدمة المساعدة البحرية النسائية (WNAS) (Pomocnicza Morska Służba Kobiet، PMSK).[7]

سرت نفس اللائحة التنظيمية التي أُنشئت في مقر قوات الدعم النسائية البولندية، على القادة والمشرفين تلك الوحدات الثلاثة. تم تعيين الضباط المفوضين من قِبَل رئيس جمهورية بولندا. كما تم تنسيق الرتب العسكرية مع صفوف القوات المسلحة البولندية في الغرب.
كان أول قائد لقوات الدعم النسائية البولندية هو ولاديسلاو أندرس، بينما كان آخر قائد هو زوفيا ليسونوفسكا.
تم حل قوات الدعم النسائية البولندية في مارس 1946.

## روابط خارجية
- History of Women's Auxiliary Service (بالبولندية)